# Park Kaskada

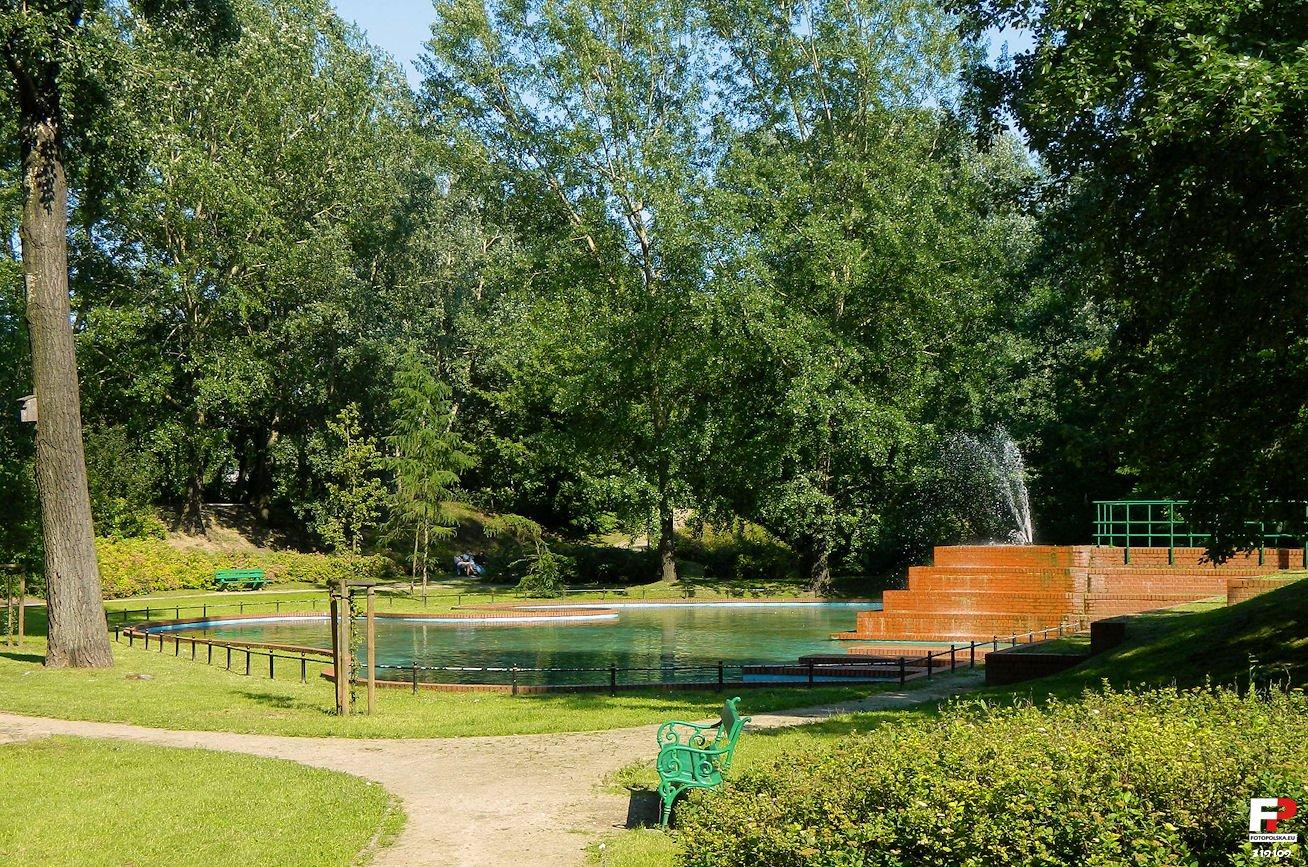
Staw i wodospad w parku Kaskada

Park Kaskada – park znajdujący się pomiędzy aleją Armii Krajowej a ulicą Słowackiego w Warszawie, w dzielnicy Żoliborz.
Nazwa „Kaskada” pochodzi od wodospadu zasilanego naturalnym źródłem.

## Historia
Od XVII w. obecny park stanowił część rezydencji królewskiej na Marymoncie. Z uwagi na duże zróżnicowanie terenu oraz staw i wodną kaskadę zasilaną miejscowymi ciekami stał się popularnym miejscem podmiejskiego wypoczynku. 
Na początku XIX wieku nowy właściciel, generał Józef Rautenstrauch, wytyczył aleje spacerowe i ścieżki, wprowadził łodzie spacerowe, ustawił takie elementy małej architektury jak ławki czy altanki. W parterowym domku generała urządzono później gospodę. Organizowano tam zabawy, festyny, pokazy pirotechniczne. Miejscem przyciągającym spacerowiczów był urządzony w 1820 niewielki wodospad, od którego cały teren zaczął być nazywany „Kaskadą“.
Park oddano do użytku w 1950 lub 1951. Koncepcja została zrealizowana wg projektu arch. Ludwika Lawina.
W parku, na fragmencie muru, znajduje się tablica pamiątkowa Tchorka upamiętniająca masową egzekucję z września 1944.

## Galeria

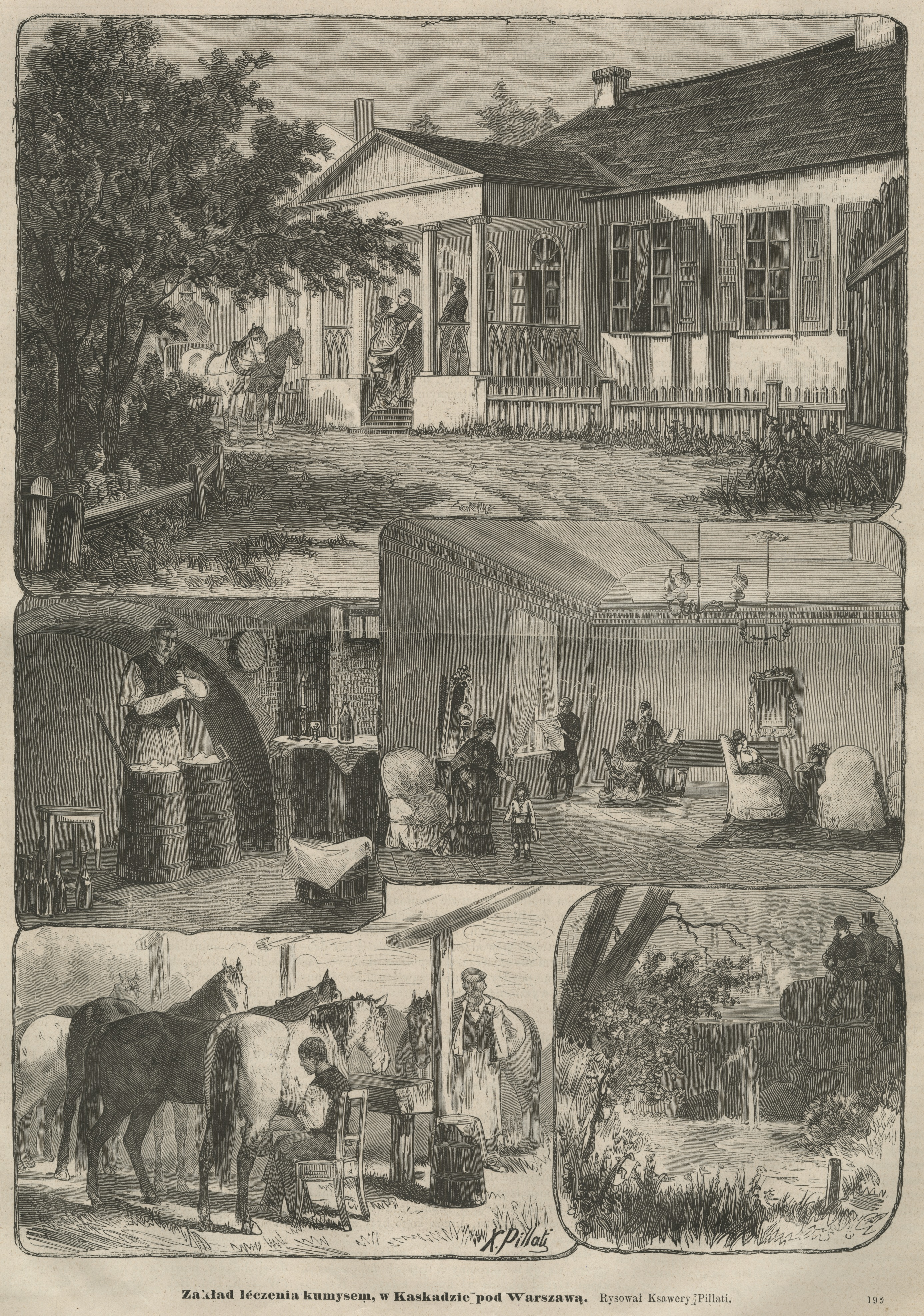
Zakład leczenia kumysem, w Kaskadzie pod Warszawą, rok 1874
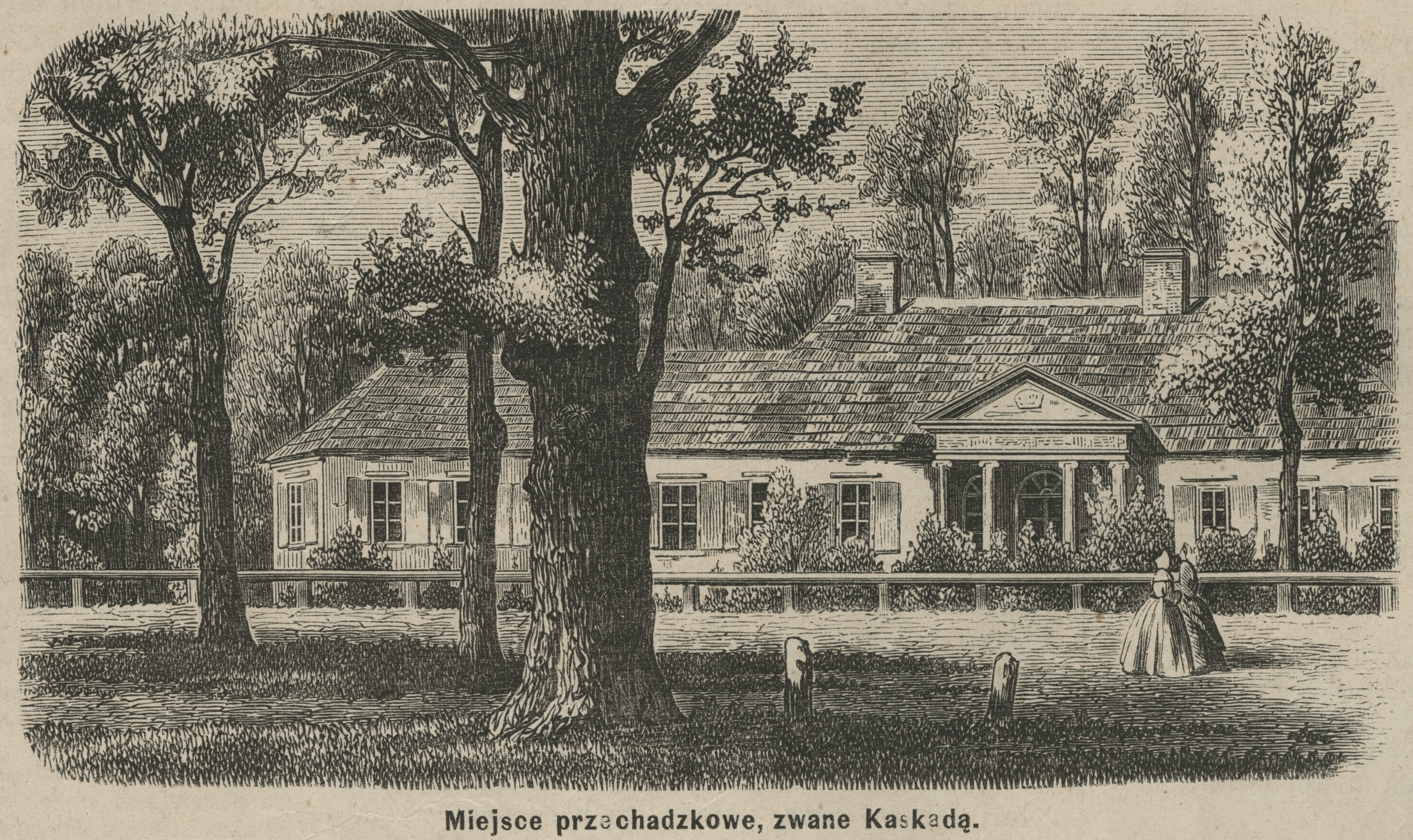
Miejsce przechadzkowe zwane Kaskadą w roku 1869